# خانه شیاطین
خانه شیاطین فیلمی به کارگردانی و نویسندگی پرویز خطیبی ساختهٔ سال ۱۳۳۴ است.

## خلاصه داستان
پس از مرگ پدر بین افراد خانواده بر سر تقسیم ارث اختلاف بروز می‌کند..

## بازیگران
- عبداله محمدی
- قاسم قره‌داغی
- سرور عیوقی
- هایده
- اکبر مشکین
- محمد عبدی
- عزت محمدی
- مینا مغازه‌ای